# El vuelo de los cuervos
El vuelo de los cuervos es una película chilena de 2014 dirigida por Cristian Toledo y protagonizada por Miguel Krstulovic, Felipe Ríos y Gastón Salgado. La película se inspira en la crónica roja y los crímenes no resueltos en algunos sectores de Santiago, explorando las emociones y conflictos detrás de los actos violentos. Tratando las dinámicas de la mafia chilena de bajo perfil donde se destacan temas relacionados con la ambición, la traición y la violencia.
Fue estrenada durante el Festival Internacional de Cine de Lebu 2014.

## Argumento
La trama sigue a Samuel, un ex policía convertido en matón de la mafia, quien, junto a su amigo y compañero de trabajo, Shuperro, decide abandonar su vida criminal para poder comenzar desde cero con sus familias. Cansado del trato abusivo de su jefe, Don Efraín Mellado, ambos deciden asesinarlo y escapar con su dinero. No obstante, esta acción no solo los convierte en fugitivos de la mafia, sino que los sumerge aún más en el oscuro mundo que intentaban dejar atrás, donde la venganza y la violencia siempre están acechando.
Tras la muerte de Don Efraín, su hijo Raúl, quien tiene problemas psicológicos y una buena relación con su padre, decide vengar su muerte. Para lograrlo, contrata a un sicario conocido como Cuervo que lo acompañará a cazar a Samuel. Mientras tanto, el ex policía intenta desesperadamente proteger lo poco que le queda, buscando escapar de quienes lo persiguen.
A medida que la historia avanza, se va explorando las consecuencias de la traición y el costo emocional de la vida criminal. Los caminos de Samuel, Raúl y Cuervo convergen en un enfrentamiento final donde las lealtades y las ambiciones culminan en un desenlace tan violento como inesperado.

## Elenco
- Miguel Krstulovic como Samuel
- Felipe Ríos como Raúl Mellado
- Gastón Salgado como "Cuervo"
- Edgardo Bruna como Efraín Mellado
- Jimmy Fredes como Shuperro
- Otros: Javier Mora, Cecilia Acuña, Juan Pablo Larenas, Jorge Magni, Adrián Montealegre, Juan Amaya, Francisca Maldonado y Adolfo Hidalgo.

## Ficha técnica
- Dirección: Cristian Toledo
- Guion: Cristian Toledo
- Producción: Carlos Álvarez Pineda, Cristian Toledo, Gonzalo Fredes
- Casa productora: Montaro Studios
- Asistente de dirección: Juan Amaya
- Dirección de fotografía: Nicolás Ugarte
- Dirección de arte: Jan Sauberlich
- Montaje: Cristian Toledo
- Sonido: Álvaro Pacheco
- Música: Sebastíán Marín

## Temas relevantes que trata
El principal motor de la narrativa es la venganza. Son los planes de Samuel y Shuperro de traicionar y asesinar a Don Efraín los que desencadenan el ciclo de violencia que se presenta en toda la historia. Luego, la venganza se intensifica con la implacable persecución de Raúl y Cuervo para castigar a Samuel por la muerte de su padre.
Por otro lado, también se exploran las consecuencias de la violencia, que no solo se manifiestan físicamente, sino que también dejan profundas heridas emocionales en los personajes, mediante pérdidas de seres queridos y la generación de traumas.
Además, la película ofrece una representación de la mafia, mostrando jerarquía y las diferencias de poder y recursos entre los líderes y sus subordinados. En este contexto, la redención personal converge con la trama, ya que Samuel busca desesperadamente abandonar el mundo criminal sin importar lo que deba sacrificar para lograrlo.

## Estilo
El vuelo de los cuervos pertenece al género del drama criminal, con un estilo crudo y realista que explora el bajo mundo de la mafia chilena. Las locaciones refuerzan este enfoque: Por ejemplo, tanto la casa de Samuel como la de Shuperro, reflejan barrios bajos y humildes del Gran Santiago y el director entrega el contraste con las calles amplias y limpias que rodean la casa de Don Efraín, mostrando la disparidad de poder y recursos entre él y sus subordinados. Este contraste visual enfatiza la jerarquía y desigualdad presente dentro del mundo criminal. Asimismo, el film muestra escenas gráficas y crudas; mostrando muertes, disparos y tortura. No obstante, el largometraje también posee momentos de distensión con personajes secundarios como el mayordomo de Don Efraín, con diálogos chistosos que logran equilibrar el tono sombrío de la narrativa.

## Recepción crítica
En el Festival Internacional de Cine de Lebu 2014, "El vuelo de los cuervos" recibió críticas mixtas. En primer lugar, se destaca su atmósfera creíble y envolvente sobre la representación del bajo mundo criminal de Santiago. No obstante, recalcan errores de continuidad en la estructura del largometraje, también como confusiones en la psicología de algunos personajes. A pesar de esto, se consideró la película como una entretenida crónica del intento fallido de Samuel de apoderarse de la fortuna y el poder de su jefe criminal.

## Premios y nominaciones
Premio del Público al Mejor Largometraje en el Festival Internacional de Cine de Lebu 2014.

## Datos de relevancia
El director Cristian Toledo relata que se inspiró en la crónica roja y los crímenes no resueltos de Santiago para desarrollar la trama de El vuelo de los cuervos, con el objetivo de representar las historias no contadas de los sectores más oscuros de la ciudad. Agrega que tomó influencias artísticas de reconocidos cineastas como Martin Scorsese y Michael Mann, en quienes se basó para tomar sus decisiones visuales y narrativas.
Por otro lado, desde 2021, El vuelo de los cuervos está disponible en línea a través del canal de YouTube del director, acercando este pedazo de cine chileno a un público más amplio.